# Хайберния
Хайберния (англ. Hibernia) — нефтяное месторождение, расположенное на востоке от острова Ньюфаундленд в Канаде. Открыто в 1979 году.
Для разработки месторождения была построена самая крупная платформа в мире. Строительство платформы продолжалось пять лет и завершилось в 1997 году. Стоимость всего проекта Хайберния составила 7,3 млрд долларов США. Запасы нефти составляют 400 млн тонн.
Оператором месторождения является ExxonMobil. Добыча нефти на Хайбернии в 2006 году составила 9 млн тонн.